# Guinzeling

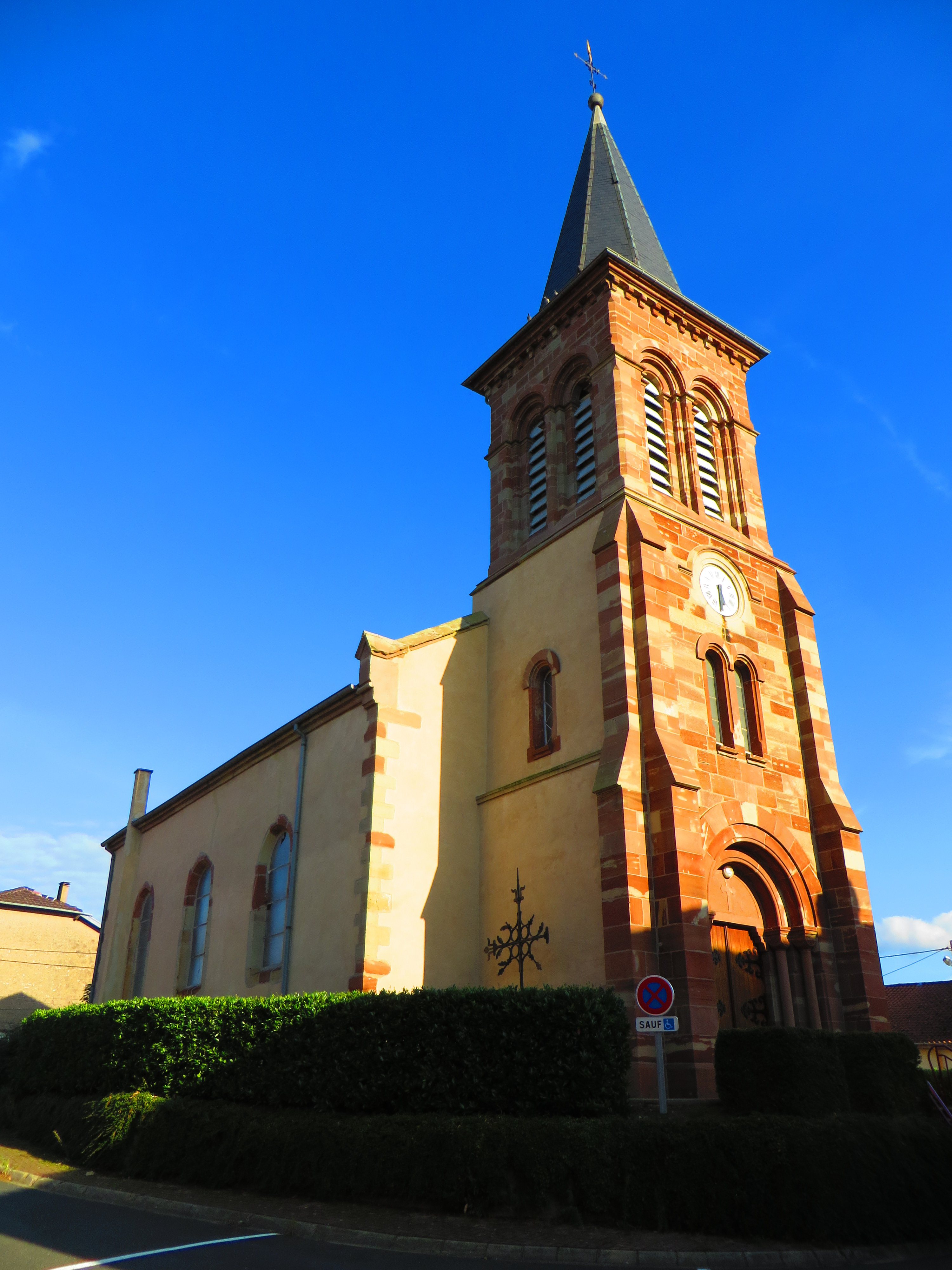
Kirche St. Étienne

Guinzeling (deutsch Geinslingen) ist eine französische Gemeinde mit 62 Einwohnern (Stand 1. Januar 2022) im Département Moselle in der Region Grand Est (bis 2015 Lothringen). Sie gehört zum Arrondissement Sarrebourg-Château-Salins.

## Geographie
Guinzeling liegt in Lothringen, 56 Kilometer südöstlich von Metz, 24 Kilometer nordöstlich von Château-Salins und sechs Kilometer südlich von Albestroff (Albesdorf), am Weiherbach, auf einer Höhe zwischen 232 und 269 m über dem Meeresspiegel. Das Gemeindegebiet umfasst 4,88 km².

## Geschichte
Das Dorf wurde im Mittelalter erstmals als Gunselinga erwähnt. Die Ortschaft gehörte früher zum Herzogtum Lothringen. Schon 1262 gab Erzbischof Heinrich II. von Trier an die Kirche zu Münster seine Weinberge und Mühle Apud Gunselingen, die später an das Kapitel in Vic kamen. Das Dorf litt unter Pest und Krieg und lag 1660 nach der völligen Zerstörung im Dreißigjährigen Krieg öde. Es wurde jedoch wieder hergerichtet, und 1773 wurde eine größere Kirche gebaut, da die bisherige nicht mehr genügend Platz bot. 1594 und 1601 wurden hier eine Witwe und ein Mann wegen Hexerei verbrannt.
Durch den Frankfurter Frieden vom 10. Mai 1871 kam die Region an das deutsche Reichsland Elsaß-Lothringen, und das Dorf wurde dem Kreis Château-Salins im Bezirk Lothringen zugeordnet. Die Dorfbewohner betrieben Getreide-, Wein-, Tabak-, Obst- und Gemüsebau. In der Gemarkung war ein Steinbruch.
Ende des 19. Jahrhunderts wurde in Geinslingen nur noch Französisch respektive Patois gesprochen.
Nach dem Ersten Weltkrieg musste die Region aufgrund der Bestimmungen des Versailler Vertrags 1919 an Frankreich abgetreten werden. Im Zweiten Weltkrieg war die Region von der deutschen Wehrmacht besetzt.

### Bevölkerungsentwicklung
| Jahr      | 1962 | 1968 | 1975 | 1982 | 1990 | 1999 | 2007 | 2019 |
| Einwohner | 110  | 110  | 102  | 78   | 58   | 65   | 76   | 66   |